# Amt Burgstall

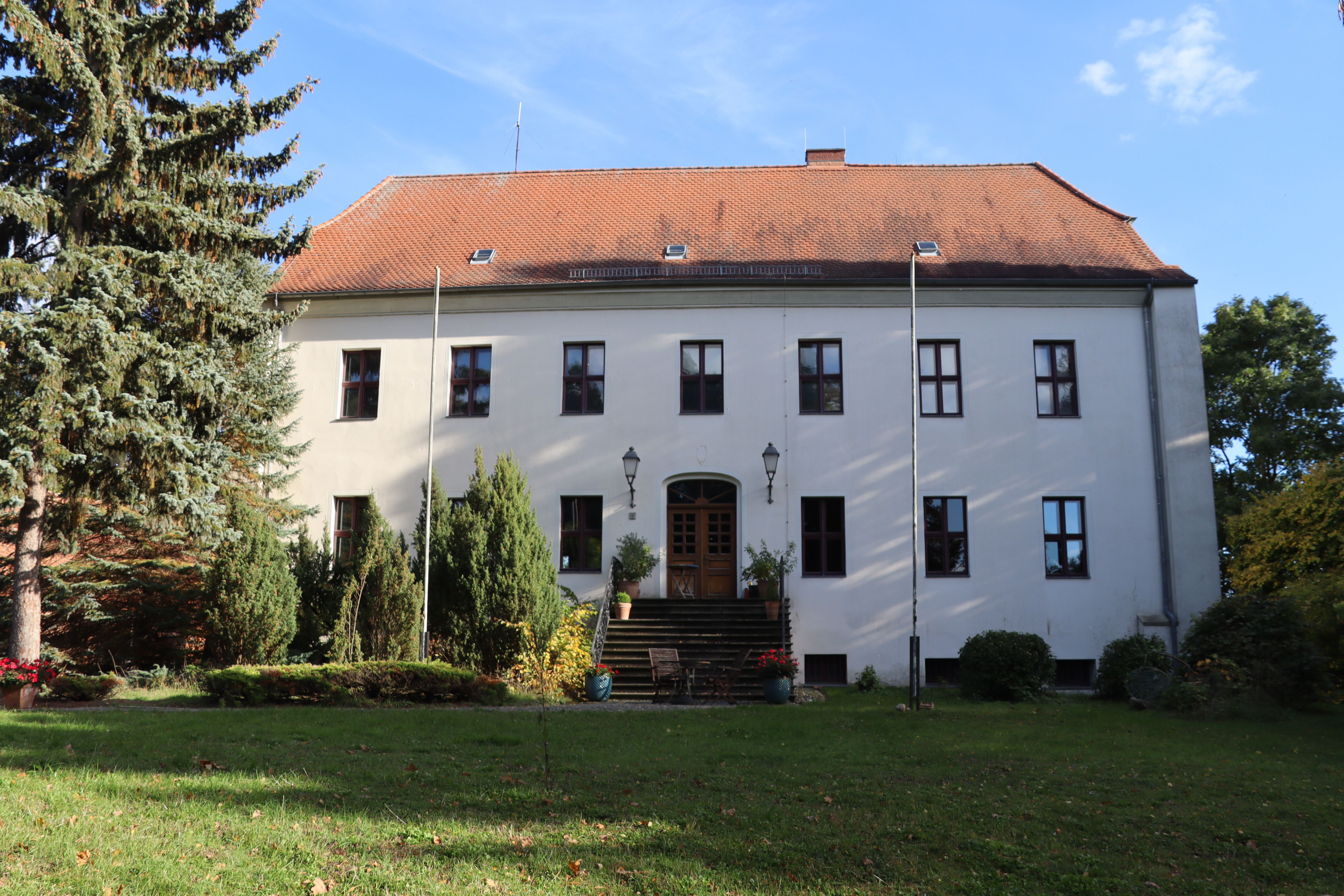
Ehemaliges Amtshaus Burgstall (heute Forsthaus)

Das Amt Burgstall war ein kurfürstlich-brandenburgisches, später königlich-preußisches Domänenamt mit Sitz in Burgstall (Landkreis Börde, Sachsen-Anhalt). Es entstand im Wesentlichen aus der kleinen Herrschaft Burgstall der Gebrüder von Bismarck, die der damalige Kurprinz Johann Georg 1562 im Tausch gegen die Güter des säkularisierten Klosters Krevese und das säkularisierte hochstiftisch-havelbergische Amt Schönhausen erwarb.
Das Amt Burgstall wurde 1860 aufgelöst.

## Geschichte
Die kleine Herrschaft Burgstall gehörte bis 1562 den Brüder Heinrich, Friedrich, Jobst und Georg von Bismarck. 1562 nötigte der damalige Kurprinz und spätere Kurfürst Johann Georg die Gebrüder von Bismarck ihre Herrschaft Burgstall gegen die Güter des säkularisierten Klosters Krevese und des säkularisierten hochstiftisch-havelbergischen Amt Schönhausen zu tauschen. Die Herrschaft Burgstall wurde ein landesherrliches Domänenamt. Der Sitz befand sich zunächst in der später abgegangenen Burg Burgstall (Altmark), dann in dem noch erhaltenen barocken Amts- und Herrenhaus, das heute als Forsthaus dient.
In der Kreisreform von 1816 kam das überwiegend altmärkische Amt an den Kreis Wolmirstedt des Regierungsbezirks Magdeburg der preußischen Provinz Sachsen.

## Zugehörige Orte
- Arensberg. 1801 wohnten im Dorf neun Ganzbauern, sechs Kossäten, ein Büdner, 12 Einlieger, einen Kreisgärtner und zwei Leinweber. Außerhalb des Dorfes stand eine Windmühle. Insgesamt hatte der Ort 124 Einwohner.
- Belkau. In Belkau hatte das Amt einen Bauern, der erbzinspflichtig war.
- Bismark. In der Stadt Bismark hatte das Amt zwei erbzinspflichtige Bauern.
- Blätz. Das mittelalterliche Dorf fiel Ende des 15. Jahrhunderts wüst. 1562 war es eine wüste Feldmark, Zwischen 1562 und 1574 wurde hier vom Amt ein Vorwerk eingerichtet. Es wurde im Dreißigjährigen Krieg zerstört, war 1678 wieder aufgebaut.[2] 1748 wurde das Vorwerk aufgegeben und an Kolonisten verteilt.[3]
- Burgstall. 1804 war in dem Dorf das Amtssitzvorwerk des Amtes Burgstall. Im Dorf waren ein Lehnschulze, zwei Ganzbauern, ein Halbbauer, 42 Kossäten, 53 Büdner, drei Einlieger und vier Radmacher ansässig. Es gab eine Schmiede, eine Wassermühle, zwei Krüge, verschiedene Handwerker, eine Posthalterei und ein Nebenzollamt von Gardelegen. Außerdem war hier die Oberförsterei über das Burgstallsche Forstrevier angesiedelt.
- Dolle war 1562 eine wüste Feldmark. Das mittelalterliche Dorf soll sogar eine Burg gehabt haben. Das Dorf wurde gegen Mitte des 15. Jahrhunderts wüst. 1574 war auf der Feldmark eine Schäferei des Amtes vorhanden. Sie wurde später in ein Vorwerk umgewandelt. Friedrich I. (der Große) wollte hier eine Stadt namens Neu-Friedrichsstadt oder Friedrichsstadt an der Dohla erbauen; der Plan scheiterte. 1756, 1776 und 1778 wurden dann Kolonisten angesiedelt. 1801 wohnten hier 36 Büdner und vier Einlieger. Es gab einen Krug, ein Nebenzollamt von Gardelegen sowie eine Unterförsterei des Burgstallschen Reviers.
- Engelsforth, ein Forsthaus (1804) westlich von Mahlpfuhl
- Klinke, Das Dorf war im Vollbesitz des Amtes. Ansässig waren fünf Ganzbauern, fünf Halbbauern, elf Kossäten, neun Einlieger, zwei Leinweber und ein Radmacher. Außerhalb des Dorfes stand eine Windmühle.
- Könnigde, Ein Ganzbauer, fünf Halbbauern, 10 Kossäten, ein Büdner, 14 Einlieger, drei Leinweiber. Es gab eine Schmiede und zwei Windmühlen. Vier Bauern waren gegenüber dem Amt Burgstall erbzinspflichtig.
- Mahlpfuhl. Im Dorf saßen 1801 ein Lehnschulze, sechs Ganzbauern, fünf Halbbauern, zehn Büdner und fünf Einlieger. Es gab einen Krug und eine Oberförsterei über das Mahlpfuhlsche Revier.
- Meßdorf. Meßdorf war der Sitz eines Vogteigerichts, das den Grafen von der Schulenburg gehörte. Das Amt Burgstall hatte in Klinke nur einen erbzinspflichtigen Bauern.
- Mixdorf war 1562 eine wüste Feldmark. Sie lag südwestlich von Dolle. Heute erinnert noch der Mixdorfer Berg, bereits im Truppenübungsplatz Altmark gelegen, an das verschwundene Dorf. Anscheinend wurde Ackerbau betrieben, dann eine Schäferei angelegt, die in guten Zeiten bis 1600 Schafe hatte. Im Dreißigjährigen Krieg ging sie ein, wurde 1663 neu aufgebaut. 1685 war sie noch vorhanden, später wurde sie nach Blätz verlegt.[4]
- Neuhaus Seppin, bei Schernikau, eine Unterförsterei, 1792 erbaut (nicht lokalisiert)
- Rochau. Dem Amt Burgstall standen in Rochau nur zwei Bauern zu, die gegenüber dem Amt erbzinspflichtig waren.
- Sandbeiendorf. Nach Bratring gehörte der Ort nicht zur Altmark, sondern zum Herzogtum Magdeburg. Der Ort war 1801 im Vollbesitz des Amtes. Im Historischen Atlas wird er dagegen als zur Altmark gehörig eingezeichnet.[5] Zahn stellt Sandbeiendorf dagegen wieder zum Herzogtum Magdeburg.[6]
- Schernikau. Das Dorf gehörte 1801 den Grafen von der Schulenburg zu Wolfsburg. Das Amt Burgstall hatte hier nur einen Bauern, der erbzinspflichtig war.
- Stapelkrug (bei Dolle).
- Uchtdorf. Das Dorf war 1801 im Vollbesitz des Amtes. Hier wohnten ein Lehnschulze, zehn Ganzbauern, 11 Kossäten, neun Büdner, 20 Einlieger und ein Radmacher. Es gab eine Schmiede, eine Wassermühle, einen Krug und ein Nebenzollamt.
- Wünschburg, eine Unterförsterei bei Mahlpfuhl (nicht lokalisiert)

1823 sollte das Amt Burgstall mit dem Vorwerk Dolle erneut verpachtet werden. Das Vorwerk Burgstall hatte 665 Morgen 29 Quadratruten Acker, 20 Morgen, 82 Quadratruten Gärten und 447 Morgen 175 Quadratruten Wiesen. Das Vorwerk Dolle hatte eine Größe von 904 Morgen 140 Quadratruten Äcker, 3 Morgen 9 Quadratruten Gärten und 226 Morgen 84 Quadratruten Wiesen. Dazu gehörte eine bedeutende Brauerei und Branntweinbrennerei. Die unbeständigen Gefälle und Wohnungsmieten betrugen 31 Taler 22 Groschen 6 Pfennige. Die Untertanen mussten 180 Tage Spanndienste, 1671 Tage Handdienste und 153 Dienstfuhren leisten. Hinzu kam die Waldweide auf einer Fläche von ca. 13.000 Morgen nach Abzug der Schonungen. Der Bestand an Schafen betrug 2100 Stück. Die Naturaleinnahmen betrugen 6 Scheffel 15 1/25 Metzen Weizen, 33 Wispel 18 Scheffel, 1 89/100 Metzen Roggen, 4 Wispel 15 Scheffel, 5 89/100 Metzen Gerste und 9 Wispel, 8 Scheffel, 7 2/5 Metzen Hafer. Allerdings war das Getreide im Ertrag nicht inbegriffen, sondern musste eingesammelt und zum Magdeburger Martini-Marktpreis verkauft werden. der Pächter erhielt nur einen Rabatt vom Verkaufserlös. Die Pachtperiode wurde auf 12 Jahre festgesetzt. Das jährliche Pachtgeld betrug, 2302 Taler, 3 Groschen und 11 Pfennige, ein Drittel des Betrages war in Gold zu erlegen. Der Pächter standen 4964 Taler 13 Groschen 8 Pfennige in bar zur Verfügung, quasi als baares Geld-Inventarium.
1836 wurde das Domänenamt Burgstall quasi aufgelöst. Zwar bestand das Pachtverhältnis über die Vorwerke Burgstall und Dolle mit dem Amtmann Ballerstedt weiter, die Gefälle und Renten wurden jedoch dem neu errichteten Domänen-Rentamt Burgstall übertragen. Das Rentamt wurde dem Forstkassenrendanten Bergemann übertragen. Um 1860 wurde das Rest-Domänenamt Burgstall aufgelöst und den Bauern die Ländereien für ihre Holzgerechtigkeit eingeräumt. Burgstall ist allerdings schon im Staatskalender von 1855 zum letzten Mal als Domänen-Pachtamt aufgeführt. In das Amtsgebäude zog die Oberförsterei ein. Die Oberförsterei bildete einen eigenen Gutsbezirk. Er hatte 1864 35 Morgen Acker, 271
Morgen Wiesen und 20.540 Morgen Holzung.
1874 wurden Amtsbezirke im Kreis Wolmirstedt gebildet. Der Amtsbezirk II Burgstall umfasste die Gemeinde Burgstall, den Oberforstbezirk Burgstakk, die Gemeinde Dolle, die Gemeinde Uchtdorf und die Gemeinde Mahlpfuhl. Amtsvorsteher war der Oberförster Carl Graßhoff in Burgstall, sein Stellvertreter der Mühlenbesitzer Pickert zu Uchtdorf.

## Hauptleute, Amtleute und Pächter
- 1573 Christoph von Biesenbrow, Hauptmann[12]
- † 1581 Christoph von Biesen(brow), Hauptmann[9]
- † 2. April 1589, Ditlof von Dobritz, Hauptmann[9]
- † 10. Juli 1695 Johann Joachim Wiesenhaver (* 1624), Amtmann[9]
- 1727 Hennig Justus Wiesenhafer, Amtmann[9]
- 1755 Johann Christian Garn, Amtmann und Pächter[13]
- 1775 Herr Kogel, Administrator[14]
- 1775 Johann Georg Schlutius, Oberamtmann und Pächter[15][16]
- 1783 Herr Harten, Oberamtmann und Pächter[17]
- 1789 Gottfried Adolph Wilckens, Amtsrat und Pächter[18]
- † 31. Dezember 1793 Gottfried Adolph Wilckens[19]
- 1798 Wilkens, Oberamtmann[20]
- 1804 bis 1813 Fr. Wilckens (Anna Elisabeth), Amtsräthin, Assist. Herr Wilckens, Oberamtmann[21]
- 1801 bis 1813 Friedrich Wilhelm Wilckens[19]
- 1818 Herr Wilckens, Oberamtmann[22]
- 1821 Wilckens Werben[23]
- 1824 Ballerstedt, Domänenbeamter[24]
- 1836 Bergemann für das Domänen-Rentamt
- 1839 Ballerstedt[25]
- 1848 Ballerstedt, Oberamtmann, für die Vorwerke Burgstall und Dolle[26]
- 1854, 1855 Ballerstedt, Oberamtmann, für die Vorwerke Burgstall und Dolle[27][10]
- 1854, 1856 Hellwig, Rentamts-Verweser zu Burgstall[28][27]